# 大和田伸也
大和田伸也（日语：／ Ōwada Shin'ya，1947年11月7日—）是出身於日本福井縣敦賀市的演員、聲優、歌手，肄業於早稻田大學。血液型A型。
以深沉的嗓音為特色，曾經主唱TBS時代劇《水戶黃門》的主題曲。
妻子是女演員五大路子，弟弟是活躍於主持界中的演員大和田獏，弟媳是女演員岡江久美子，而姪女是女演員大和田美帆。

## 出演作品

### 電視連續劇
- 《水戶黃門》 - 渥美格之進（TBS）
- 《孩子們的戰爭》 - 大澤小太郎 校長（TBS）
- 《真珠夫人》 - 莊田勝平 （富士電視台）
- 《大搜查線》（富士電視台）
- 《最後的樅木》（1970年NHK大河劇, 飾沖田鐵平）
- 《女太閤記》（1981年大河劇, 飾木下勝俊）
- 《獨眼龍政宗》（1987年NHK大河劇, 飾山家國賴）
- 《信長》（1992年NHK大河劇, 飾酒井正親）
- 《八代將軍吉宗》（1995年NHK大河劇, 飾瀧川元長）
- 《德川慶喜》（1998年NHK大河劇, 飾久世廣周）
- 《葵德川三代》（2000年NHK大河劇, 飾立花宗茂）
- 《菜花之沖》（NHK連續劇, 飾松平信明）
- 《冷暖人間》中村編集長 （TBS）　※本劇與其弟大和田貘共演。
- 《青出於藍》（1972年，NHK）
- 《炎之奉行、大岡越前》（1997，TX）
- 《一絃之琴》（2000年，NHK時代羅曼劇）
- 《小孤島大醫生》（2003年，CX）
- 《熱血校園》（2003年，TBS）
- 《富豪刑事》（2005年，朝日電視台）
- 《海猿》（2005年，富士電視台）
- 《Trick 新作 特別篇》（2005年，朝日電視台）
- 《クライマーズ・ハイ》（2005年，NHK）
- 《特命!刑事どん亀》（2006年，TBS）
- 《七人女律師》（2006年，朝日）
- 《魂萌え!》（2006年，NHK）
- 《関ジャニ∞冬休み 特別篇「蹴鞠師」》（關西電視台）
- 《華麗一族》（2007年，TBS，飾演石橋局長）
- 《特命係長・只野仁》（第三季）（朝日）
- 《黒い春》（WOWOW）
- 《父女變變變》（2007年，TBS）
- 《花嫁與爸爸》（2007年，富士，飾演三浦誠造）
- 《我的野蠻媽咪》（2007年，富士電視台）
- 《篤姬》（2008年，NHK大河劇）-大久保利世
- 《パズル》（2008年，朝日）
- 《CHANGE》（2008年，富士電視台）-　內閣府・野野村事務次官
- 《ロト6で3億2千万円当てた男》 （2008年，朝日電視台）
- 《恋うたドラマSP・「竹內瑪莉亞・純愛ラプソティー」》（2008年10月8日，TBS）
- 《LEGAL HIGH》第4集（2012年4月17日，富士電視株式會社）-大貫善三
- 《警部補 矢部謙三2》（2013年7月5日，tv asahi）-御手洗ちかお
- 《假面騎士ZERO-ONE》第10、11集（2019年9月1日，朝日電視台）-大和田伸也

### 電影
- 《犬神的惡靈》（1977年）
- 《霧の旗》 （1977年）
- 《水戶黃門》（1978年）
- 《飛鳥へ、そしてまだ見ぬ子へ》（1982年）
- 《大日本帝國》（1982年）
- 《キネマの天地》（1986年）
- 《孫文》（1986年）
- 《哥吉拉vs摩斯拉》（1992年）
- 《學校》（1993年）
- 《大搜查線電影版》（1998年）
- 《三毛猫ホームズの推理》（1998年）
- 《田園のユーウツ》（2000年）
- 《冷静と情熱のあいだ》（2001年）
- 《哥吉拉·摩斯拉·王者基多拉 大怪獸總攻擊》（2001年，三雲將軍）
- 《大搜查線 電影第二集 封鎖彩虹橋》（2003年）
- 《石井のおとうさんありがとう》（2004年）
- 《理由》（2004年）
- 《交涉人 真下正義》（2005年）
- 《容疑者 室井慎次》（2005年）（安住警視廳副總監、警視監）
- 《それでもボクはやってない》（2006年）
- 《黑帶 KURO-OBI》（2007年）

### 配音
- 《原子小金剛》- 天馬博士（富士電視台）
- 《獅子王》 -  穆法沙（迪士尼電影）
- 《怪醫黑傑克》（電影版，2005年，飾演ゴア）
- 《あらいぐま カルカル団》（動畫，BS NTV，2025年，飾演ボスカル）